# 谷尻まりあ
谷尻 まりあ（たにじり まりあ、1994年12月8日 - ）は、日本の女性声優、女優。埼玉県出身。ミレニアムプロ所属。アース・スター ドリームの元メンバー。
父はクラリネット奏者の谷尻忍。

## 略歴・人物
2014年にアース・スター エンターテイメントが主催した国民的声優グランプリにて奨励賞を受賞し、アース・スター ドリームのメンバーとして活動していた。グループ内でのイメージカラーは青色。
好きなアニメは『あの日見た花の名前を僕達はまだ知らない。』であり、同作にも出演した茅野愛衣を尊敬する声優として挙げている。
2017年12月をもってアース・スター ドリームを卒業、事務所を退所した。
2018年5月1日よりオブジェクトに所属。2020年12月末をもって退所した。
2021年5月1日よりミレニアムプロに所属。ミレニアムプロでは、声優ではなくタレントとしての所属になっている。

## 出演
太字はメインキャラクター。

### テレビアニメ
2015年
- 血液型くん! シリーズ（2015年 - 2016年、女型、♀型） - 2シリーズ
- てーきゅう（中村さん、西新井大師西）

2016年
- うさかめ（西新井大師西）

2019年
- BanG Dream!（女子生徒）
- 岐阜のたてかよこ（みたらしにゃん）

### OVA
- てーきゅう（2016年、西新井大師西） - 『第6期』裏面

### ゲーム
2017年
- 遥かなる異郷グランヴィリア（ミランダ）
- 逆転オセロニア（フィーニア）

2018年
- WAR OF BRAINS（次元の番人 ギャラクシー）
- ナイツクロニクル（テスラ）
- LITTLE FRIENDS -DOGS & CATS-

2019年
- Re:三国志（関銀屏）
- 錬神のアストラル（オークションハウス警備員、他）

### ドラマCD
- アース・スター ドリーム シチュエーションドラマCDシリーズ「冬」（2016年、田崎茉莉）

### 吹き替え
- ベアリー・リーサル（2015年）[10]

### ラジオ
※はインターネット配信。
- A&G ARTIST ZONE アース・スター ドリームのTHE CATCH（2015年4月6日 - 6月29日、超!A&G+※）

### テレビドラマ
- 友だちがゾンビになったらどうする（2019年） - 委員長 役
- 悪女（わる）働くのがカッコ悪いなんて誰が言った? 第2話（2022年4月20日、日本テレビ） - 社員 役

### 舞台
- 舞台版てーきゅう〜先輩とめぐりあう時間たち〜ディレクターズカット（2016年3月16日 - 21日、日本芸術専門学校大森校劇場） - 西新井大師西 役（ダブルキャスト）
- 馘切姫-クビキリヒメ-（2018年7月6日 - 10日、花まる学習会王子小劇場） - 悪魔の右腕 役[11][12]
- 七人の塚子（2018年9月20日 - 23日、シアターブラッツ）
- セイレムの焔（2018年10月24日 - 11月4日、サンモールスタジオ）
- 白と黒の忘年会〜納めて初めて仕事篇〜（2019年2月14日 - 17日、新宿シアターモリエール）[13]
- 爆走おとな小学生「初等教育ロイヤル」（2019年6月20日 - 6月23日、ABCホール）- 吉田さん 役
- ヒーローがいた世界事情（2019年9月12日 - 9月16日、山王ヒルズホール） - 宇津木恵 役[14]
- 禽獣のクルパ-Avalon-（2019年10月29日 - 11月4日、TACCS1179） - 犬飼ミコト 役（主演）[15]
- ナベ・ストーリー（2019年12月18日 - 22日、アトリエファンファーレ東池袋） - 白菜 役
- CharadeManiacs（2020年10月3日 - 11日、ラゾーナ川崎プラザソル） - 瀬名ヒヨリ 役（ヒロイン）[16]
- ヅカ★ガール「モルフェウスの魔境」（2022年11月9日 - 13日、シアターグリーン BIG TREE THEATER） - 夢見の君 役[17][18]
- AyK「秘蜜酒場 -woman in the mirror-」（2022年12月28日 - 31日、PerformingGallary&Cafe 絵空箱） - モモ 役
- ヅカ★ガール10周年公演「蛇姫花伝」鏡チーム（2023年10月18日 - 22日、シアターグリーン BIG TREE THEATER） - るり 役[19]
- ヅカ★ガール輪廻公演「ヴァルハラ・ワルツ」（2024年12月4日 - 8日、シアターグリーン BIG TREE THEATER） - ミーミル 役[20]

#### 朗読劇
- Short Story Girls
  - #12（2018年2月28日、目黒鹿鳴館）[21]
  - #13【空中少女庭園】（2018年3月30日、目黒鹿鳴館）[22]
  - #14【絶対運命幸福論】（2018年4月25日、目黒鹿鳴館）[23]
- 女学生Sの恋文（2018年3月9日・11日、LIVE BOX Gaba-Sugoka）
- 花喰ひ蜘蛛（2018年4月11日 - 12日、兎亭）[24]
- ブルーモーメントの指先（2018年8月24日 - 26日、La Grotte）[25]
- ハイドアウト・オアシス（2019年4月13日 - 14日、中野新橋Prime Theater）[26]

## ディスコグラフィ

### キャラクターソング
| 発売日  | 商品名                       | 歌 | 楽曲                             | 備考                                       |
| 2016年  | 2016年                       | 2016年                                                                                                  | 2016年                           | 2016年                                     |
| ------- | ---------------------------- | --- | -------------------------------- | ------------------------------------------ |
| 5月25日 | 走れ！うさかめ高校テニス部!! | うさかめ高校テニス部                                                                                    | 「走れ！うさかめ高校テニス部!!」 | テレビアニメ『うさかめ』オープニングテーマ |
| 5月25日 | 走れ！うさかめ高校テニス部!! | うさかめ高校テニス部                                                                                    | 「青春サーフDays」               | テレビアニメ『うさかめ』関連曲             |
| 5月25日 | 走れ！うさかめ高校テニス部!! | うさかめ高校テニス部 feat. 古平たすく（高尾奏音）、馬場みやこ（曽我部英理）、色葉似ほへと（愛原ありさ） | 「青春サーフDays」               | テレビアニメ『うさかめ』関連曲             |

### ユニットメンバー
1. 1 2  田中きなこ（中島由貴）、佐藤くるみ（小出ひかる）、鈴木あやこ（新井田いづみ）、西新井大師西（谷尻まりあ）